# Stazione di Vanzone-Isolella
La stazione di Vanzone-Isolella  era una fermata ferroviaria della linea Novara-Varallo posta nella frazione Isolella del comune di Borgosesia.

## Storia

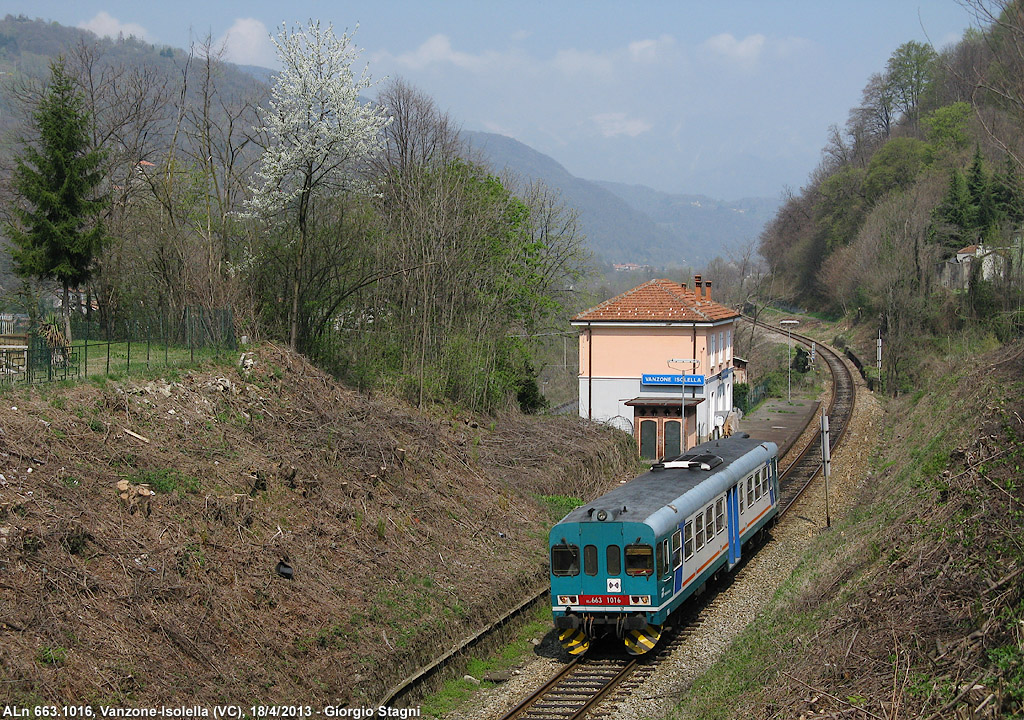
ALn 663 nei pressi della fermata

La stazione entrò in funzione il 12 aprile 1886, in concomitanza all'attivazione del tronco Borgosesia-Varallo.
A seguito della statizzazione delle ferrovie, tra il 1905 e il 1906, la linea originariamente gestita dalla Società per le Strade Ferrate del Mediterraneo venne incorporata nella rete statale e l'esercizio degli impianti fu assunto dalle Ferrovie dello Stato.
Dal 2000 la gestione dell'intera linea, e con essa quella della fermata di Vanzone-Isolella, passò in carico a Rete Ferroviaria Italiana la quale ai fini commerciali classifica l'impianto nella categoria "Bronze".
La fermata venne dismessa nel 2003 a causa della perdita dell'utenza.
A seguito della perdita della funzione originale il fabbricato viaggiatori rimase in stato di abbandono fino al 2013 quando RFI la cedette a privati che ne operarono la ristrutturazione e la conversione ad abitazione privata.

## Strutture e impianti

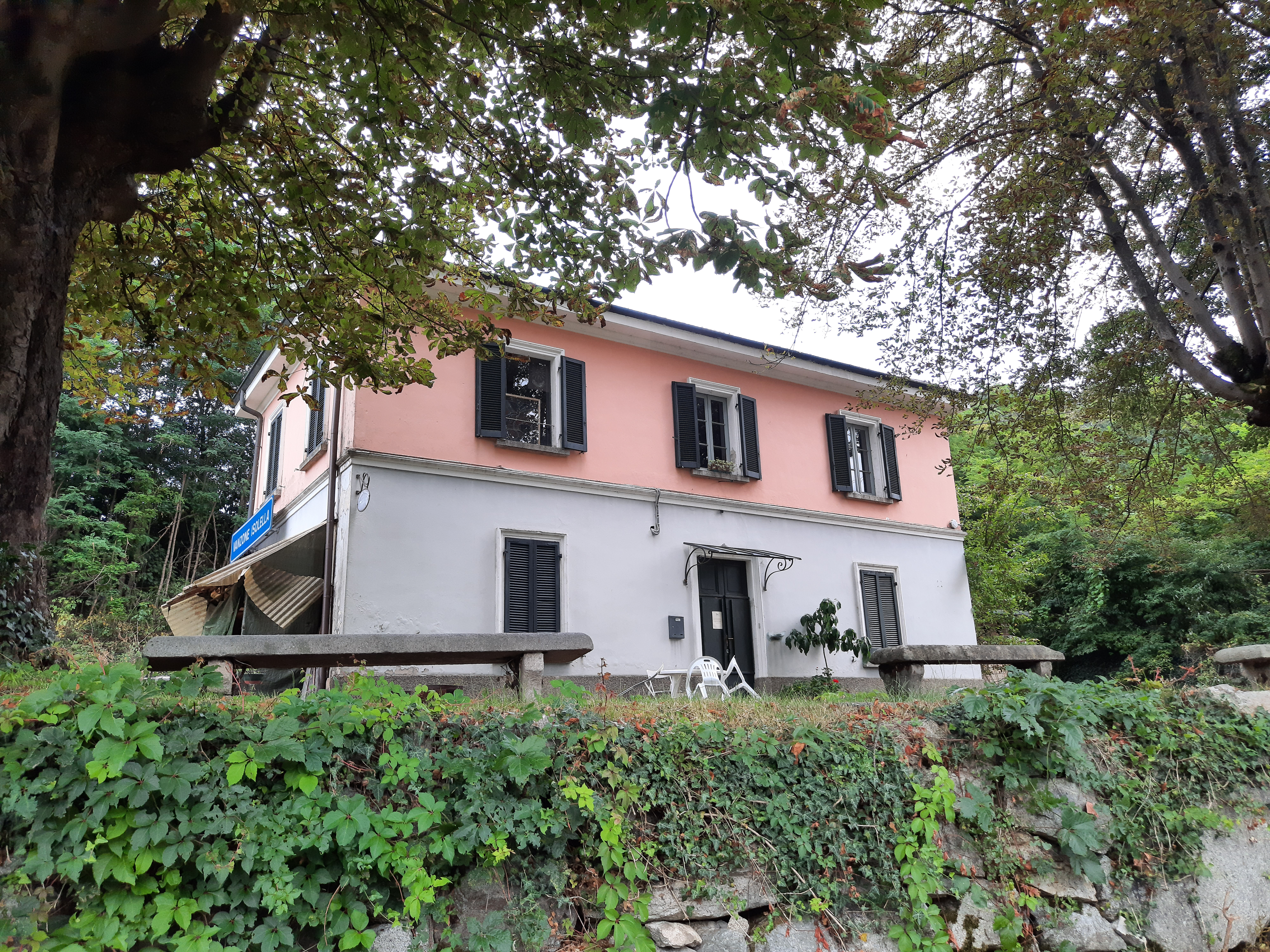
Fermata lato strada

La fermata è dotata del solo binario di corsa della linea ferroviaria che era servito da una banchina per l'imbarco dei passeggeri. Dispone di un fabbricato viaggiatori sviluppato su due piani. L'edificio, a pianta rettangolare, era già completamente chiuso all'utenza negli anni immediatamente precedenti la dismissione dell'impianto. Il primo terra ospitò i servizi ai viaggiatori quali sala d'attesa e biglietteria; il primo, diviso dall'altro da una fascia marcapiano, era adibito ad appartamento per il capostazione. Al 2014 l'intera struttura risulta convertita ad abitazione privata.
Accanto al fabbricato viaggiatori è collocato un edificio di dimensioni minori, sviluppato su un solo piano, che ospitò i servizi igienici.

## Movimento
La stazione era servita dai treni regionali di Trenitalia, in base al contratto stipulato con Regione Piemonte, fino al 2003, anno in cui venne dismessa.